# Minerva Building
Das Minerva Building war ein geplantes Bauwerk in der City of London. Es wurde erstmals um die Jahrtausendwende vom Immobilienentwickler Minerva plc vorgeschlagen. Im Laufe der Zeit änderten sich die Planungen mehrmals. Nach einigen Planungen wäre es mit 53 Stockwerken und 243 Metern Höhe bis zur Antenne das höchste Gebäude Londons geworden. Nachdem die Baugenehmigung schon erteilt war, wurde das Projekt aufgrund finanzieller Schwierigkeiten von Minerva plc 2006 ganz eingestellt. Anstelle des repräsentativen Minerva Buildings steht heute das mit 67 Metern Höhe deutlich kleinere St. Botolphs an dieser Stelle.

## Vorgeschichte
An Stelle des Baus befanden sich Anfang der 2000er zwei Gebäude: St. Botolph's House und Ambassador House. St. Botolph's House war ein vergleichsweise unauffälliges Bürogebäude mittlerer Höhe aus den 1960er-Jahren. Ambassador House war ein ähnliches Gebäude aus den frühen 1980ern, das auf zehn Stockwerken als kombiniertes Parkhaus und Bürogebäude diente. Beide Gebäude zusammen hatten knapp 18.000 m² Nutzfläche.
Nachdem es in der Londoner Innenstadt nie erlaubt gewesen war, Wolkenkratzer zu bauen, änderte sich dies zur Jahrtausendwende. Insbesondere der Labour-Bürgermeister von Greater London, Ken Livingstone, war ein Verfechter dieser Gebäude. Nach Livingstone war es notwendig, dass London etwa 15 bis 25 große zusätzliche Wolkenkratzer bekam, um seinen Status als Weltstadt zu waren. Nachdem im Juli 2002 mit dem 183 Meter hohen Heron Tower in der City of London ein Wolkenkratzer ein langes, öffentlich stark umkämpftes Planverfahren endgültig genehmigt worden war, schien der Weg frei für weitere Wolkenkratzer in oder nahe der City of London. Bereits vor den Planungen zum Minerva Building entstand so auch die Planung für die 180 Meter hohe London Gherkin. Etwa zeitgleich mit dem Minerva Building begann der Vorlauf für das 310 Meter Hohe Shard London Bridge auf der Südseite der Themse gegenüber der City of London.

## Lage

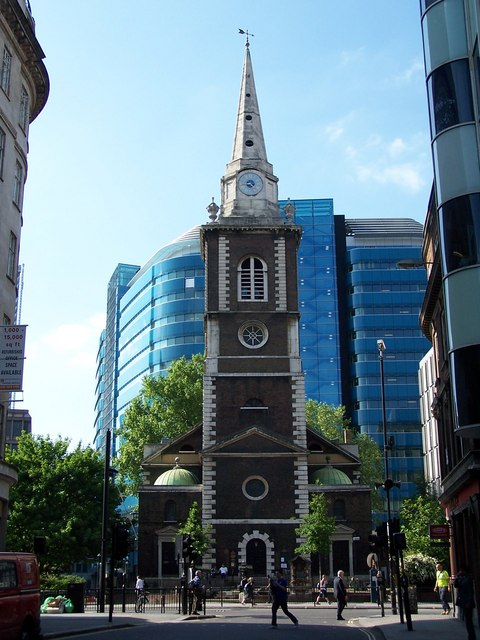
St Botholph's Aldgate. Im Hintergrund das St Botholph's Building, das anstatt des Minerva Buildings errichtet wurde.

Das Gebäude hätte sich in 138 Houndsditch im Stadtteil Aldgate im Nordosten der City of London befunden. Der von Bürogebäuden geprägte Stadtteil Londons besitzt im Wesentlichen noch sein mittelalterliches Straßenmuster, in das sich das Minerva Building hätte einfügen müssen.
Das Gebäude hätte in der Nähe der denkmalgeschützten St Botolph's Aldgate gelegen und wäre außerdem in direkter Sichtweite des Towers of London gewesen. Besonders letzteres sorgte in den folgenden Jahren immer wieder für hitzige Diskussionen. Der Tower of London hat den Status eines Weltkulturerbes. Zu den Schutzbestimmungen zählen auch Sichtachsen, die die ehemals imposante Statur des Bauwerks klarmachen und aus bestimmten Perspektiven einen freien ungestörten Blick auf den Tower erlauben. Das Minerva Building hätte den nahe gelegenen Tower deutlich überragt und optisch verkleinert.
Erreichbar wäre es über die Aldgate-U-Bahn-Station gewesen, die direkt gegenüber dem prospektierten Bauplatz lag. Die U-Bahn-Station Bahnhof Liverpool Street und der Bahnhof Fenchurch Street sind je 400 Meter vom Bauplatz entfernt. Innerhalb von 15 Minuten Fußweg wären die London Underground, National Rail, die Docklands Light Railway und die öffentlichen Busse erreichbar gewesen. Den Vorhersagen der Planer nach wären über 50 % des Verkehrs für das Minerva Building über die U-Bahn-Stationen Aldgate und Aldgate East abgelaufen, die dafür vermutlich hätten ertüchtigt werden müssen.

## Geschichte

### Ursprüngliche Planungen wachsen in den Himmel
Ursprünglich plante Minerva an dieser Stelle ein 14-stöckiges Gebäude, für das 1999 eine Baugenehmigung erteilt wurde. Dieses wäre nur wenige Stockwerke höher gewesen als die bisherige Bebauung an diesem Ort. Bereits dieses Gebäude war vom Büro Nicholas Grimshaw entworfen worden und war in seiner Formgebung eine kleine Version des später geplanten 217-Meter-Baus. Im Jahr 2001 beantragte Minvera ein 36-stöckiges Gebäude mit 159 Metern Höhe. Nach den Anschlägen vom 11. September schließlich überarbeitete Minerva die Planung grundsätzlich. Dabei wuchs die Planung auf 53 Stockwerke bei 217 Metern Höhe an. Zusammen mit der Antenne hätte das Gebäude eine Gesamthöhe von 243 Metern gehabt.
Im Jahr 2004 stimmte die City of London dem Bau zu. Die Zustimmung lag in einer Zeit, in der bereits heftig um die Londoner Skyline, die Sichtachsen – insbesondere zur St Paul’s Cathedral und dem Tower of London – gestritten wurde. Weder Ken Livingstone noch der zuständige Minister John Prescott von der Labour-Party nutzten ihr Einspruchsrecht, das das Baugesetz ihnen gewährte.

### Der Loans for Peerage-Skandal
Im März 2006 wurde öffentlich, dass der ehemalige Minerva-Chef David Garrard der Labour Party 200.000 Pfund wenige Monate vor der Entscheidung über den Einspruch gespendet hatte. Gerrard hatte bereits vorher der Labour Party 2,3 Millionen Pfund geliehen und war später mit einem Sitz im britischen Oberhaus bedacht worden. Gerrards und die Kredite anderer neuer Lords wie Chai Patel, Barry Townsley oder Gulam Noon führten zur Loans-for-Peerage-Affäre im Jahr 2006.

### Minerva in Finanzproblemen
Bereits im Jahr 2005 begann Minerva andere Immobilien für 600 Millionen Pfund zu verkaufen, um Schulden zu bezahlen. In diesem Jahr suchte das Unternehmen noch nach einem Co-Investor, der die Baukosten, geschätzt 200 Millionen Pfund, des Minerva Building mittragen würde. Zu dieser Zeit sagte es aber auch schon, dass es sich in nächster Zeit auf kleinere Objekte konzentrieren würde, die sich schneller fertigstellen ließen.
Das Projekt war ungewöhnlich, weil die Baufirma Minerva ein kleines Unternehmen ist, das im Jahr 2006, dem Jahr des Bauabbruchs, 30 Mitarbeiter hatte. In den Jahren 2003, 2004 und 2005 hatte das Unternehmen jeweils ein negatives Geschäftsergebnis. Im Jahr 2005 war Minerva zudem die einzige größere Immobilienfirma, deren Aktienkurs sich negativ entwickelte. Das Minerva Building war das größte Projekt, an dem sich das Unternehmen je versuchte. Auch Mitte 2006 suchte Minerva einen Partner, der in der Lage war, den Bau mitzufinanzieren. Im September 2006 erklärte Minerva das Projekt endgültig für gescheitert und begann mit der Entwicklung eines kleineren Gebäudes. Im Geschäftsbericht für 2005/2006 nennt Minerva die signifikanten Ressourcen, die der Bau des Gebäudes bräuchte, ebenso wie die großen Risiken, die der Bau mit sich bringen würde. Beide Anforderungen hätten sich als zu groß für das relativ kleine Unternehmen Minerva erwiesen.
Noch im Jahr 2006 gelang Minerva die Finanzierung des kleineren Gebäudes. Seit 2010 steht am ursprünglichen geplanten Ort das St Botolph Building. Das ebenfalls für Minerva von Nick Grinshaw entworfene Gebäude ist in seiner Gestaltung wesentlich konventioneller und mit 14 Stockwerken deutlich kleiner als das ehemals geplante Minerva Building. Die Nutzfläche beträgt noch etwa die Hälfte der ursprünglich geplanten Fläche. Im Gegensatz zum ehemals geplanten reinen Bürogebäude soll im St Botolph Building etwa die Hälfte der Fläche vermietet werden. Die Bürofläche beträgt also ein Viertel des ehemals Erwarteten.

## Geplanter Bau
Der Bau war von Nicholas Grimshaw entworfen worden. Neben dem schmalen Hauptgebäude mit 217 Metern Höhe hätte er einen zweiten Flügel mit 22 Stockwerken auf 100 Metern Höhe enthalten. Das Minverva Building sollte vier aufgeschlagenen Büchern ähneln, die einander gegenüberstehen. Damit hätte es insgesamt acht verschiedene Fassaden in einem asymmetrischen Gebäude gehabt und auf den Betrachter je nach Blickwinkel stark unterschiedlich gewirkt. Der prägende Frontblick auf den Hauptturm hätte dabei wie eine zeitgemäßere und kantigere Neuauflage des New Yorker Flatiron Buildings gewirkt. Die Baubehörde benutzte in ihren Beschreibungen Adjektive wie schlank und eckig für den Bau.
Der Bau hätte Einzelhandel im Erdgeschoss, Büroflächen und ein Restaurant im 49. Stockwerk enthalten. Das Restaurant hätte dabei im Einklang mit den Bauvorschriften gestanden, die einen öffentlichen Zugang zu den obersten Stockwerken hoher Gebäude in London für wünschenswert erachten. Insgesamt waren 157.000 m² Nutzfläche vorgesehen, davon 142.000 m² Bürofläche, 2000 m² für Einzelhandel, knapp 3000 m² für Restaurants und etwa 10 000 m² für Servicegebrauch wie Hauselektrik, Parkplätze, Fahrstühle etc.
Das Gebäude sollte Arbeitsplätze für 10.000 Menschen und eine Parkgarage für 355 Fahrräder, 96 Motorräder und 33 Autos (davon 13 Behindertenparkplätze) bieten.

## Öffentliche Belange

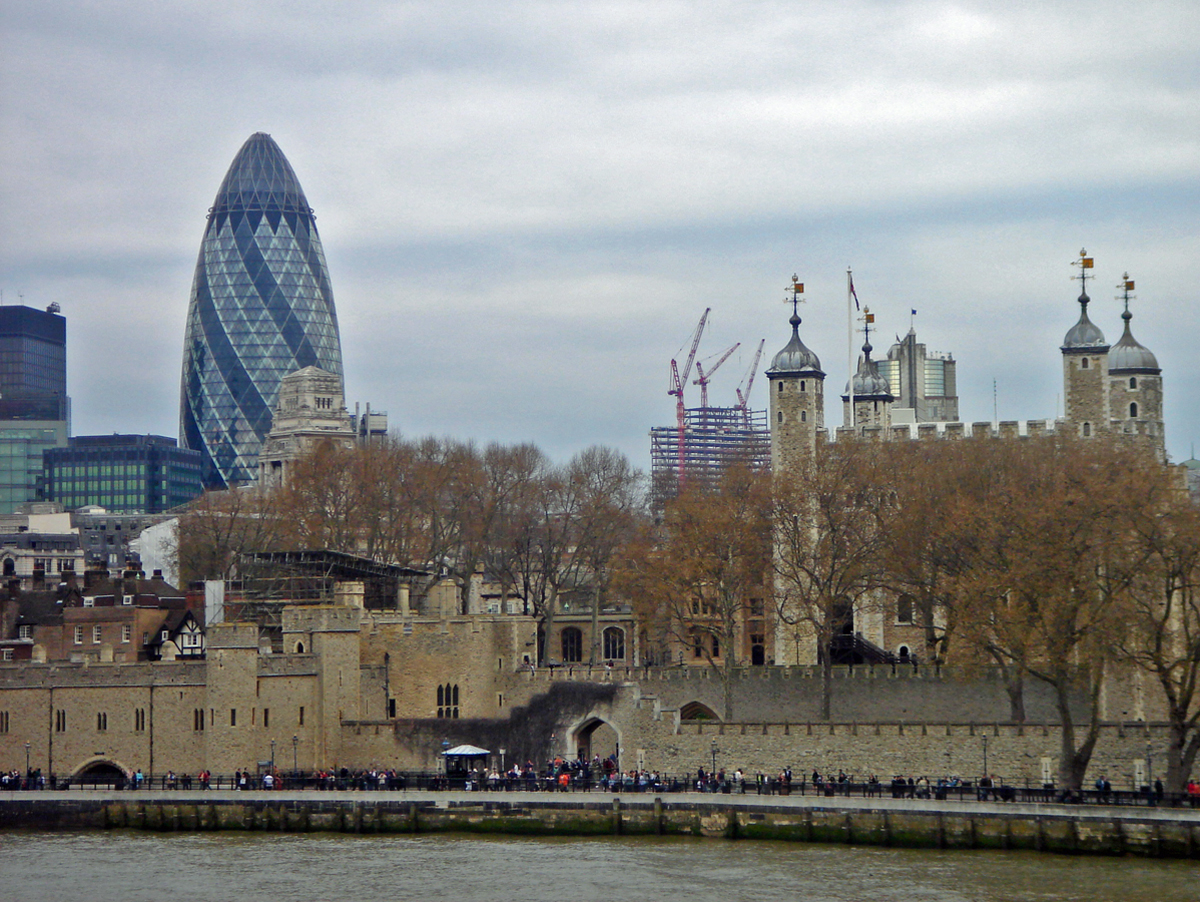
Die Wolkenkratzer der Jahrtausendwende dominieren optisch das Welterbe Tower of London. Das Minerva Building hätte the Gherkin überragt und sich auf diesem Bild rechts vom Swiss Re Tower befunden.

Die eigentliche Genehmigung des Baus lag in der Händen der Corporation of London, der Regierung der City of London. Der Bürgermeister von Greater London hatte ebenso wie die britische Regierung aufgrund der wichtigen Bedeutung des Baus aber Einspruchsrechte.
Die Greater London Authority betont in ihrem planungsrechtlichen Gutachten die positive Beziehung zwischen Tower und Themse, die durch eine eindrucksvolle Skyline im Hintergrund noch betont würde. Denkmalschutzorganisationen wie English Heritage, oder Historic Royal Palaces, die den Tower verwalten, oder die UNESCO sehen dies deutlich anders und sprechen sich gegen eine dominante Skyline aus, die den Tower seiner optischen Wirkung berauben würde. Die UNESCO hat das Vereinigte Königreich bereits mehrfach über den Status des Towers als Weltkulturerbe verwarnt, da Entwicklungen wie das Minvera Building drohen, die Wirkung im Stadtbild dauerhaft zu beeinträchtigen.
Die Planbehörden – Corporation of London und Greater London Authority – argumentierten damit, dass der Tower bereits deutlich inmitten von Bürogebäuden und einer modernen Großstadt liegt. Alles, was gegen das Minerva Building sprach, sprach bereits gegen den Heron Tower und 30 St Mary Axe (the Gherkin), die an ähnlicher Stelle liegend den Tower überragen. Beide Gebäude waren bereits vor dem Minerva Building genehmigt worden, und diverse Denkmalschützer hatten sich positiv über 30 St Mary Axe geäußert. Verfechter des Baus hoben die architektonische Qualität hervor, die eine deutliche Verbesserung gegenüber den alten Bürogebäuden an dieser Stelle gewesen wäre.